# Saxifraga umbrosa
Espèce
Classification phylogénétique
Saxifraga umbrosa, la Saxifrage de l'ombre, saxifrage des ombrages, saxifrage ombreuse, désespoir du peintre ou mignonnette, est une espèce de plante herbacée vivace de la famille des Saxifragacées. Originaire des Pyrénées, elle est cultivée dans les jardins à titre ornemental.

## Description
Plante couverte de poils, feuilles coriaces, s'élargissant à leur extrémité, groupées en rosette à la base d'une tige rougeâtre, fleurs espacées aux cinq pétales disposés en étoile, les pétales portent des points rouges ou jaunes à la base.
Elle tire son nom de la hardiesse nécessaire aux peintres, pour maîtriser sa retranscription artistique exacte.

## Habitat
Sous-bois ombragés au sol peu humide de 600 à 1 800 m. Floraison de juin à aout.

## Espèce proche
Saxifraga hirsuta vit dans les mêmes biotopes, ses feuilles sont arrondies et velues sur les deux faces.  